# Westelijke Sierra Madre
De Westelijke Sierra Madre (Spaans: Sierra Madre Occidental), lokaal ook wel Sierra Tarahumara genoemd, is een bergketen in Mexico. Het gebergte strekt zich uit van de Amerikaanse staat Arizona, door de staten Sonora, Chihuahua, Durango, Sinaloa, Zacatecas, Aguascalientes en Nayarit tot aan Jalisco.
Het hoogste punt van de Westelijke Sierra Madre is waarschijnlijk de Cerro Mohinora op de grens van Durango en Sinaloa. Schattingen van de hoogte van deze berg variëren van 3250 tot 3300 meter en in de omgeving liggen er bergen met vergelijkbare hoogte. Het gebergte is befaamd om de pijnbossen van de Westelijke Sierra Madre, bekend vanwege de rijkdom aan endemische soorten en haar biodiversiteit, en de Koperkloof, het grootste canyonsysteem ter wereld.
In het gebergte wonen verschillende indianenstammen die Uto-Azteekse talen spreken, waaronder de Huichol, Seri, Cora en Yaqui maar vooral de Tarahumara, die bijzonder sterk vasthouden aan hun traditionele levensstijl.